# Міхіл Крамер
Міхіл Крамер (нід. Michiel Kramer, нар. 3 грудня 1988, Роттердам, Нідерланди) — нідерландський футболіст, нападник клубу «Валвейк».
Володар Кубка Нідерландів, чемпіон Нідерландів, володар Суперкубка Нідерландів.

## Ігрова кар'єра
Народився 3 грудня 1988 року в місті Роттердам. Вихованець юнацьких команд футбольних клубів «Ексельсіор» (Роттердам) та «НАК Бреда».
У дорослому футболі дебютував 2007 року виступами за команду клубу «НАК Бреда», в якій провів два сезони, взявши участь в 11 матчах чемпіонату. 
Своєю грою за цю команду привернув увагу представників тренерського штабу клубу «Волендам», до складу якого приєднався 2009 року. Відіграв за команду з Волендама наступні чотири сезони своєї ігрової кар'єри. Більшість часу, проведеного у складі «Волендама», був основним гравцем атакувальної ланки команди. У складі «Волендама» був одним з головних бомбардирів команди, маючи середню результативність на рівні 0,37 голу за гру першості.
2013 року уклав контракт з клубом «АДО Ден Гаг», у складі якого провів наступні два роки своєї кар'єри гравця. Граючи у складі «АДО Ден Гаг» також здебільшого виходив на поле в основному складі команди. В новому клубі був серед найкращих голеодорів, відзначаючись забитим голом в середньому щонайменше у кожній третій грі чемпіонату.
До складу клубу «Феєнорд» приєднався 2015 року. Провів у команді з Роттердама три роки, після чого перейшов до складу «Спарти» з Роттердама. Зігравши 8 матчів за «Спарту», підписав контракт з ізраїльським клубом «Маккабі» (Хайфа).
2019 року повернувся на батьківщину, підписавши контракт з «Утрехтом». Того ж року перейшов до складу «АДО Ден Гаг».
20 липня 2021 року став гравцем «Валвейка».

## Титули і досягнення
- Володар Кубка Нідерландів (1):

«Феєнорд»:  2015-2016
- Чемпіон Нідерландів (1):

«Феєнорд»:  2016-2017
- Володар Суперкубка Нідерландів (1):

«Феєнорд»:  2017